# Lijst van Alarmschijven in 2018
Deze hits waren in 2018 Alarmschijf op Radio 538:
| Nr.  | Datum        | Artiest                                               | Titel                          | Hoogste positie in Top 40 | Aantal Weken | Aantal Punten |
| ---- | ------------ | ----------------------------------------------------- | ------------------------------ | ------------------------- | ------------ | ------------- |
| 2487 | 6 januari    | The Script                                            | Arms Open                      | 30                        | 6            | 43            |
| 2488 | 13 januari   | Liam Payne & Rita Ora                                 | For You                        | 21                        | 17           | 199           |
| 2489 | 20 januari   | Wulf                                                  | All Things Under the Sun       | 17                        | 21           | 351           |
| 2490 | 27 januari   | Bruno Mars & Cardi B                                  | Finesse (Remix)                | 9                         | 18           | 410           |
| 2491 | 3 februari   | Justin Timberlake ft. Chris Stapleton                 | Say Something                  | 7                         | 19           | 452           |
| 2492 | 10 februari  | The Weeknd & Kendrick Lamar                           | Pray for Me                    | 14                        | 11           | 197           |
| 2493 | 17 februari  | Bebe Rexha ft. Florida Georgia Line                   | Meant to Be                    | 7                         | 19           | 403           |
| 2494 | 24 februari  | Dua Lipa                                              | IDGAF                          | 4                         | 21           | 510           |
| 2495 | 3 maart      | Fais                                                  | Know You Better                | 8                         | 28           | 534           |
| 2496 | 10 maart     | Marshmello & Anne-Marie                               | Friends                        | 1(2wk)                    | 20           | 631           |
| 2497 | 17 maart     | Chef'Special                                          | Nicotine                       | 19                        | 14           | 152           |
| 2498 | 24 maart     | Bazzi                                                 | Mine                           | 29                        | 4            | 43            |
| 2499 | 31 maart     | Shawn Mendes                                          | In My Blood                    | 6                         | 18           | 453           |
| 2500 | 7 april      | Tom Walker                                            | Leave a Light On               | 6                         | 22           | 443           |
| 2501 | 14 april     | Nicky Jam & J Balvin                                  | X                              | 3                         | 17           | 384           |
| 2502 | 21 april     | Zayn                                                  | Let Me                         | 29                        | 7            | 57            |
| 2503 | 28 april     | Ariana Grande                                         | No Tears Left to Cry           | 2                         | 23           | 662           |
| 2504 | 5 mei        | Ed Sheeran                                            | Happier                        | 7                         | 21           | 454           |
| 2505 | 12 mei       | Daddy Yankee                                          | Dura                           | 2                         | 25           | 791           |
| 2506 | 19 mei       | Rita Ora ft. Cardi B, Bebe Rexha & Charli XCX         | Girls                          | 19                        | 7            | 112           |
| 2507 | 26 mei       | Selena Gomez                                          | Back to You                    | 5                         | 16           | 333           |
| 2508 | 2 juni       | Noah Kahan & Julia Michaels                           | Hurt Somebody                  | 13                        | 22           | 228           |
| 2509 | 9 juni       | Post Malone                                           | Better Now                     | 9                         | 16           | 320           |
| 2510 | 16 juni      | Wulf                                                  | Switching Gears                | 32                        | 5            | 27            |
| 2511 | 23 juni      | Martin Garrix & Khalid                                | Ocean                          | 6                         | 15           | 364           |
| 2512 | 30 juni      | Rudimental & Major Lazer ft. Anne-Marie & Mr. Eazi    | Let Me Live                    | 28                        | 6            | 42            |
| 2513 | 7 juli       | Liam Payne & J Balvin                                 | Familiar                       | 35                        | 4            | 13            |
| 2514 | 14 juli      | Drake feat. Michael Jackson                           | Don't Matter to Me             | 13                        | 5            | 95            |
| 2515 | 21 juli      | George Ezra                                           | Shotgun                        | 1(2wk)                    | 27           | 829           |
| 2516 | 28 juli      | Zedd ft. Elley Duhé                                   | Happy Now                      | 10                        | 16           | 348           |
| 2517 | 4 augustus   | David Guetta ft. Anne-Marie                           | Don't Leave Me Alone           | 22                        | 9            | 116           |
| 2518 | 11 augustus  | The Chainsmokers ft. Emily Warren                     | Side Effects                   | 14                        | 9            | 143           |
| 2519 | 18 augustus  | Wulf                                                  | Watch Me Go                    | 32                        | 5            | 27            |
| 2520 | 25 augustus  | Calvin Harris & Sam Smith                             | Promises                       | 2                         | 26           | 814           |
| 2521 | 1 september  | Marshmello & Bastille                                 | Happier                        | 5                         | 23           | 633           |
| 2522 | 8 september  | Fais                                                  | Make Me Do                     | 27                        | 4            | 36            |
| 2523 | 15 september | Niall Horan                                           | Flicker                        | 23                        | 6            | 68            |
| 2524 | 22 september | The Revivalists                                       | All My Friends                 | 29                        | 7            | 40            |
| 2525 | 29 september | Rita Ora                                              | Let You Love Me                | 5                         | 27           | 672           |
| 2526 | 6 oktober    | Shawn Mendes & Zedd                                   | Lost in Japan (Remix)          | 19                        | 8            | 100           |
| 2527 | 13 oktober   | Ariana Grande                                         | Breathin                       | 18                        | 10           | 172           |
| 2528 | 20 oktober   | Armin van Buuren ft. Sam Martin                       | Wild Wild Son                  | 12                        | 18           | 296           |
| 2529 | 27 oktober   | Post Malone & Swae Lee                                | Sunflower                      | 19                        | 4            | 67            |
| 2530 | 3 november   | Ellie Goulding & Diplo ft. Swae Lee                   | Close to Me                    | 9                         | 17           | 388           |
| 2531 | 10 november  | Ava Max                                               | Sweet but Psycho               | 1(3wk)                    | 26           | 856           |
| 2532 | 17 november  | Chef'special                                          | Into the Future                | 28                        | 8            | 52            |
| 2533 | 24 november  | Clean Bandit ft. Marina and the Diamonds & Luis Fonsi | Baby                           | 21                        | 7            | 83            |
| 2534 | 1 december   | Panic! at the Disco                                   | High Hopes                     | 2                         | 23           | 624           |
| 2535 | 8 december   | Mark Ronson feat. Miley Cyrus                         | Nothing Breaks Like a Heart    | 4                         | 20           | 559           |
| 2536 | 15 december  | James Arthur & Anne-Marie                             | Rewrite the Stars              | 10                        | 17           | 300           |
| 2537 | 22 december  | Imagine Dragons                                       | Bad Liar                       | 11                        | 18           | 353           |
| 2538 | 29 december  | Vrienden van de Show                                  | Afscheidslied voor Edwin Evers | Geen notering             | 0            | 0             |

## Statistieken
| Aantal Alarmschijven | Land                |
| -------------------- | ------------------- |
| 27                   | Verenigde Staten    |
| 18                   | Verenigd Koninkrijk |
| 10                   | Nederland           |
| 4                    | Canada              |
| 2                    | Ierland             |
| 2                    | Duitsland           |
| 2                    | Canada              |
| 2                    | Puerto Rico         |
| 1                    | Nigeria             |

1969 ·
1970 ·
1971 ·
1972 ·
1973 ·
1974 ·
1975 ·
1976 ·
1977 ·
1978 ·
1979 ·
1980 ·
1981 ·
1982 ·
1983 ·
1984 ·
1985 ·
1986 ·
1987 ·
1988 ·
1989 · 
1990 · 
1991 · 
1992 · 
1993 · 
1994 · 
1995 · 
1996 · 
1997 · 
1998 · 
1999 · 
2000 · 
2001 · 
2002 · 
2003 · 
2004 · 
2005 · 
2006 · 
2007 · 
2008 · 
2009 ·
2010 ·
2011 ·
2012 ·
2013 ·
2014 ·
2015 ·
2016 ·
2017 ·
2018 ·
2019 ·
2020 ·
2021 ·
2022 ·
2023 ·
2024 ·
2025